# 바람은 가을빛/Eighteen
〈바람은 가을빛/Eighteen〉(일본어: 風は秋色/Eighteen 카제와아키이로/ - [*])은 일본의 가수 마츠다 세이코의 세 번째 싱글 앨범으로, 1980년 10월 1일 발매되었다. (7" Vinyl: 07SH-866) 양 A사이드 싱글로서, 두 곡의 작사는 미우라 요시코 (三浦徳子), 편곡을 노부타 카즈오 (信田かずお)가 맡았다. 작곡가만 다르며, 〈바람은 가을빛〉은 오다 유이치로 (小田裕一郎)가, 〈Eighteen〉은 히라오 마사아키 (平尾昌晃)가 담당했다. 〈바람은 가을빛〉은 시세이도의 세안용품 '에쿠보' 광고에 삽입되던 노래였다.
마츠다 세이코가 처음으로 오리콘 싱글 차트에서 1위를 기록한 작품이며, 이 작품을 시작으로 26번째 싱글 〈여행은 프리지어〉까지 발표한 24장의 싱글이 모두 1위를 기록하게 된다.
LP판의 레이블 부분이 오렌지색과 파란색으로 된, 두 가지 버전이 존재한다.

## 수록곡
| #            | 제목                             | 작사          | 작곡            | 편곡          | 재생 시간 |
| ------------ | -------------------------------- | ------------- | --------------- | ------------- | --------- |
| 1.           | 〈〈바람은 가을빛〉〉 (風は秋色) | 미우라 요시코 | 오다 유이치로   | 노부타 카즈오 | 4:08      |
| 2.           | 〈〈Eighteen〉〉                 | 미우라 요시코 | 히라오 마사아키 | 노부타 카즈오 | 3:18      |
| 총 재생 시간 | 총 재생 시간                     | 총 재생 시간  | 총 재생 시간    | 총 재생 시간  | 7:26      |